# В номерах
«В номерах» — рассказ Антона Павловича Чехова. Написан в 1885 году, впервые опубликован в журнале «Осколки», 1885, № 20 от 18 мая с подписью А. Чехонте.

## Публикации
Рассказ А. П. Чехова «В номерах» написан в 1885 году, впервые опубликован в 1885 году в журнале «Осколки», № 20 от 18 мая с подписью А. Чехонте. Рассказ был опубликован в издании А. Ф. Маркса с небольшими изменениями: изменены фамилии персонажей, их речевые характеристики.
При жизни Чехова рассказ переводился на болгарский, немецкий, сербский, чешский и шведский языки.

## Сюжет
Однажды в отеле проживала с дочерьми полковница Нашатырина. В это время в соседнем номере жил штабс-капитан Кикин. Громкие и непотребные речи Кикина привели полковницу в бешенство. Она нашла хозяина отеля и стала ему жаловаться на штабс-капитана: «Или дайте мне другой номер, или же я совсем уеду из ваших проклятых номеров! Это вертеп! Помилуйте, у меня дочери взрослые, а тут день и ночь одни только мерзости слышишь! На что это похоже? День и ночь! Иной раз он такое выпалит, что просто уши вянут! Просто как извозчик! Хорошо еще, что мои бедные девочки ничего не понимают, а то хоть на улицу с ними беги… Он и сейчас что-то говорит! Вы послушайте!».
Незамужние дочки полковницы, Лиля и Мила, слыша эти разговоры, потупились. Полковница на разные лады ругала Кикина. Хозяин гостиницы также сетовал на постояльца. Он рассказал, что тот «проснется утром и давай ходить по коридору в одном, извините, нижнем. А то вот возьмет револьвер в пьяном виде и давай садить пули в стену. Днем винище трескает, ночью в карты режется… А после карт драка…». Однако он не может его выселить, так как несмотря на решение мирового судьи о его выселении, тот подавал на апелляцию и кассацию. Однако же хозяин дал Кикину и такую характеристику: «Молодой, красивый, умственный… Когда не выпивши».
Полковница пожалела жену Кикина, но тут узнала, что тот не был женат. Это известие заставило её призадуматься, вспомнить, что её дочери не замужем. Она попросила хозяина напомнить Кикину о его поведении и сказать, что проживает в соседнем номере. Дочерей же она попросила одеться получше на всякий случай — может быть, тут решится их судьба.

## Экранизация
- 1973 — В номерах (СССР), режиссёр Павел Резников. В ролях: Леонид Броневой — кондуктор Тычкин; Юрий Катин-Ярцев —  чиновник Блёсткин; Ирина Кириченко — полковница Нашатырина; Валентин Смирнитский — Кикин; Антонина Дмитриева — сваха; Игорь Кашинцев — Шмахович; Леонид Каневский — чиновник Булягин; Анатолий Грачёв — репортер; Ёла Санько — Катюша, жена репортёра; Михаил Козаков — Халявкин; Виктор Лакирев — Перепёлкин, Лев Круглый — хозяин номеров Брыкович; Сергей Жирнов —  студент Клочков; Геннадий Сайфулин — Фиников; Вера Майорова — Анюта; Григорий Лямпе — чиновник Зельтерский; Лев Дуров — тапёр; Тигран Давыдов — Грузодубов; Альбина Матвеева — дочь полковницы; Андрей Мартынов —  коридорный